# Národní metalurgická akademie Ukrajiny
Ukrajinská národní metalurgická akademie je univerzitou v oblastním městě Dnipru se zaměřením na studium metalurgického inženýrství. Má přibližně 15 000 studentů, 175 postgraduálních studentů, 10 doktorandů a přibližně 1 000 učitelů a výzkumných pracovníků.

## Dějiny
Národní metalurgická akademie Ukrajiny je zároveň i nejstarší vysokoškolská vzdělávací instituce v oboru hutnictví na Ukrajině. Byla založena jako tovární oddělení Kateřinské hornické školy v říjnu 1899. V roce 1912 se katedra transformovala na hutnickou fakultu hornického ústavu, na jejímž základě byl v roce 1930 založen metalurgický ústav Dnipro. V roce 1993 rezoluce kabinetu ministrů Ukrajiny udělila institutu status státní univerzity. V roce 1999 jí byl dekretem prezidenta Ukrajiny přiznán status Národní akademie Ukrajiny.

## Areály a budovy
Akademie sídlí v centru oblastního města Dnipro v nově postavených budovách.

## Ústavy a fakulty
- Nikopolská fakulta Národní metalurgické akademie Ukrajiny

## Hodnocení
Hodnocení ukrajinských univerzit III, IV úrovně akreditace "Top-200 Ukrajiny"
- 2009 - 18. místo
- 2010 - 16. místo
- 2011 - 17. místo

Národní systém hodnocení vysokých škol mezi technickými univerzitami
- 2012 - 8. místo

## Absolventi
- Ihor Kolomojiskyj, ukrajinský kontroverzní miliardář, oligarcha a jeden ze zakladatelů Privat Group.
- Jurij Muchin - ukrajinský inženýr v SSSR, vynálezce a ředitel metalurgického průmyslu své doby
- Viktor Pinčuk - ukrajinský podnikatel a kontroverzní oligarcha
- Serhij Tihipko - ukrajinský politik a finančník
- Oleksandr Turčynov - ukrajinský politik, bývalý úřadující prezident Ukrajiny (2014) a vysoký tajemník Ukrajinské rady pro národní bezpečnost a obranu.
- Andrij Chvetkevyč, známý freediver s ukrajinským a americkým občanstvím.